# Chris Law

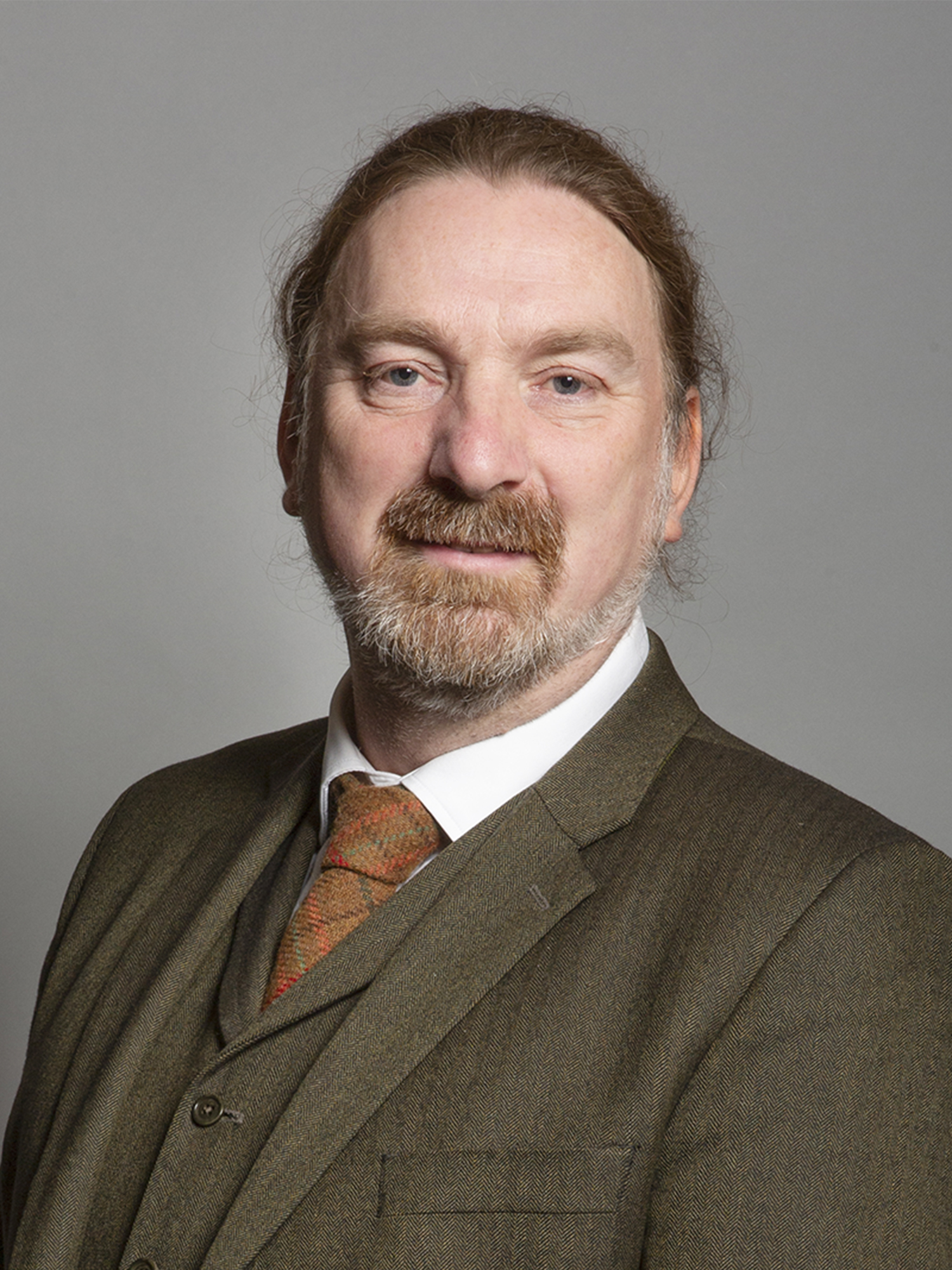
Chris Law

Chris Law (* 21. Oktober 1969) ist ein schottischer Politiker der Scottish National Party (SNP).

## Leben
Einst betrieb Law eine Unternehmung, die Motorradtouren im Himalaya auf Fahrzeugen aus den 1950er Jahren anbot. In Dundee war er als selbstständiger Finanzberater tätig. Bekannt wurde Law durch seine Spirit of Independence genannte Kampagne im Vorfeld des Referendums zur schottischen Unabhängigkeit 2014. Mit seinem ehemals grün gefärbten historischen Löschfahrzeug vom Typ Green Goddess, das nun blau lackiert und den Schriftzug „Vote Yes“ trug, fuhr er durch Schottland und warb für die schottische Unabhängigkeit.

## Politischer Werdegang
Bei den britischen Unterhauswahlen 2015 kandidierte Law für die SNP in seinem Heimatwahlkreis Dundee West. Er trat dabei unter anderem gegen den Labour-Kandidaten Michael Marra an, der auf den ausscheidenden Jim McGovern folgte. Nach massiven Stimmgewinnen der SNP bei diesen Wahlen, erreichte Law mit 61,9 % den höchsten Stimmenanteil und zog in der Folge erstmals in das britische Unterhaus ein. Er ist dort Mitglied des Ausschusses für schottische Angelegenheiten. Trotz Stimmverlusten behauptete Law bei den vorgezogenen Unterhauswahlen 2017 sein Mandat.